# Eminence (Kentucky)
Eminence is een plaats (city) in de Amerikaanse staat Kentucky, en valt bestuurlijk gezien onder Henry County.

## Demografie
Bij de volkstelling in 2000 werd het aantal inwoners vastgesteld op 2231.
In 2006 is het aantal inwoners door het United States Census Bureau geschat op 2261, een stijging van 30 (1,3%).

## Geografie
Volgens het United States Census Bureau beslaat de plaats een oppervlakte van
5,6 km², geheel bestaande uit land. Eminence ligt op ongeveer 285 m boven zeeniveau.

## Plaatsen in de nabije omgeving
De onderstaande figuur toont nabijgelegen plaatsen in een straal van 20 km rond Eminence.